# Eremiaphila rohlfsi
Eremiaphila rohlfsi è una specie di mantide religiosa appartenente al genere Eremiaphila.